# Czwarty pożar Teheranu
Czwarty pożar Teheranu – reportaż literacki autorstwa polskiego dziennikarza Marka Kęskrawca, wydany po raz pierwszy w roku 2010 nakładem Wydawnictwa W.A.B. i uhonorowany Nagrodą im. Beaty Pawlak za tenże rok. 

## Opis treści
Książka ukazuje szeroki pejzaż życia we współczesnym Iranie, opisując aspekty społeczne, polityczne, religijne i kulturalne. Punktem wyjścia dla narracji są wybory prezydenckie w 2009, które zakończyły się już w pierwszej turze reelekcją prezydenta Mahmuda Ahmadineżada, lecz w powszechnym odczuciu zostały sfałszowane i wywołały gwałtowne, wielodniowe protesty. 